# Дьордь Далош
Дьордь Далош (угор. Dalos György; нар. 23 вересня 1943, Будапешт) — угорський письменник, який пише угорською та німецькою мовами.

## Біографія
Народився в єврейській родині, після смерті батька, який загинув у 1945 році в концентраційному таборі, жив із бабусею. З 1962 до 1967 року навчався на історичному факультеті Московського державного університету. Спочатку хотів займатися Африкою, але свою дипломну роботу присвятив німецькій соціал-демократії під час Веймарської республіки. Після закінчення університету повернувся з Радянського Союзу та працював у Будапешті в музеї. 1964 року вступив до Угорської соціалістичної робочої партії. У тому ж році побачила світ його перша збірка віршів. У 1965 році був прийнятий до Угорської спілки письменників.
1968 року як члена ліворадикального студентського гуртка засуджено за «участь у маоїстському русі» за звинуваченням в антидержавній діяльності на 7 місяців «умовно». Крім того, Далоша виключили з партії та звільнили з роботи. Втративши права на публікації, займався перекладами — протягом 19 років в Угорщині не вийшла жодна його книга, натомість він переклав на угорську не опубліковану в самому СРСР «Сексологію» Ігоря Кона, а також статті маршалів Тухачевського та Чуйкова. Незабаром був поміщений під поліцейський нагляд, який було знято внаслідок 25-денного голодування та втручання на стороні Далоша відомого філософа Дьйордя Лукача.
1977 року стояв біля витоків угорського демократичного опозиційного руху. У 1982 німецькою написав роман «1985» — своєрідне продовження роману-антіутопії Джорджа Орвелла «1984». У 1984 році був запрошений до Берліна по лінії Німецької служби академічних обмінів (DAAD). Був співробітником дослідницької групи «Східна Європа» у Бременському університеті. У 1988—1989 роках був членом редколегії підпільної газети НДР «OSTKREUZ». З 1995 по 1999 роки був керівником «Угорського Дому» у Берліні, 1999 року був головним координатором презентації Угорщини як почесного гостя Франкфуртського книжкового ярмарку.
Якийсь час проживав у Відні, де працював як вільний публіцист, писав для німецьких газет і радіо. Є членом-кореспондентом Саксонської академії мистецтв. В даний час проживає в Берліні, працює в берлінській газеті Freitag. З 2007 року представляє Угорщину у Міжнародній Раді Австрійської служби за кордоном.